# Iliamna crandallii
Iliamna crandallii là một loài thực vật có hoa trong họ Cẩm quỳ. Loài này được (Rydb.) Wiggins mô tả khoa học đầu tiên năm 1936.